# Kristallnacht (Album)
Kristallnacht ist ein Konzeptalbum des US-amerikanischen Musikers und Komponisten John Zorn. Es thematisiert die Reichskristallnacht sowie, im weiteren Sinne, das Schicksal von Juden vor, während und nach dem Zweiten Weltkrieg, und gilt als der Ausgangspunkt der Radical-Jewish-Culture-Bewegung.

## Entstehungsgeschichte
Kristallnacht wird oft als der Beginn von Zorns Suche nach seinen jüdischen Wurzeln interpretiert, was durch entsprechende Aussagen des Musikers bestätigt wird:

“It’s tied together with passion and research. Every Jew has to come to grips with the Holocaust in some kind of way and that was my statement, that’s how I did it. I do not need to do it again (…) it meant a lot to me. It was like a whole lifetime of denying my Jewish heritage coming out in one piece.”

In der Zeit vor der Entstehung des Albums arbeitete Zorn intensiv mit Musikern aus der Thrash-Metal- und Speed-Metal-Szene, in der Antisemitismus damals als verbreitet galt. Diese Erfahrung machte ihn auf die Bedeutung der eigenen jüdischen Wurzeln aufmerksam. Weitere Erfahrungen, die nach Zorns eigener Aussage zu dieser Entwicklung beigetragen haben, waren das Gefühl des Andersseins in seiner vorübergehenden Wahlheimat Japan sowie die Feststellung, dass viele der Musiker, mit denen er bereits vorher gespielt hatte, Juden seien. Des Weiteren nennt Zorn Steve Reich häufig als eine wichtige Inspirationsquelle, der seinerzeit selbst seine eigenen jüdischen Wurzeln musikalisch verarbeitet hatte. Kristallnacht weise Parallelen zu Reichs Different Trains auf.
Die auf dem Album enthaltenen Kompositionen wurden 1992 beim Münchener Art Projekt Festival uraufgeführt, begleitet von der Veröffentlichung des Manifests der Radical Jewish Culture. Das Album selbst wurde am 54. Jahrestag der Reichskristallnacht in New York aufgenommen.
Kristallnacht erschien 1993 beim japanischen Label Eva Records; 1995 folgte ein Re-Release auf Zorns eigenem Label Tzadik. Das Album markierte den Beginn einer Serie von Arbeiten Zorns, die von der jüdischen Musiktradition inspiriert wurden, von denen die meisten unter dem Namen Masada veröffentlicht werden. Gleichzeitig war das Re-Release auf Tzadik eines der ersten Alben der Radical Jewish Culture-Reihe des Labels.
Es war die erste Zusammenarbeit von Zorn mit Mark Feldman, David Krakauer und Frank London, die bereits vorher für ihre Arbeit an der Grenze zwischen Klezmer und (Free) Jazz bekannt gewesen waren.

## Stil und Thematik
Das erste Lied, Shtetl, ist eine typische Klezmer-Melodie, in die Ausschnitte aus Reden und Ansprachen von Adolf Hitler und anderen Nazi-Funktionären eingebaut sind. Das darauffolgende, 11 Minuten lange, schwer erträgliche Never Again gibt die Schrecken der Reichskristallnacht und des Holocaust allgemein wider. Die CD beinhaltet eine Warnung:

“Caution: “Never Again” contains high frequency extremes at the limits of human hearing & beyond, which may cause nausea, headache & ringing in the ears. Prolonged or repeated listening is not advisable as it may result in temporary or permanent ear damage.”

Es folgt das stille Gahelet, in dem nur aus dem Hintergrund leise Geräusche dringen. Die weiteren vier Lieder sind weniger eindeutig interpretierbar, aber weiterhin stilistisch abwechslungsreich, vom intensiven und lauten Barzel zu den teils ruhigen und melancholischen Tzfia und Gariin.
Das Album erzählt nicht nur von den Geschehnissen der Reichskristallnacht, sondern auch von der jüngeren Geschichte des Judentums allgemein:

„Die sieben Movements erzählen die Geschichte der jüdischen Erfahrung, von Überleben und Holocaust, von der Bildung eines jüdischen Staates, von der jüdischen Diaspora und der Anziehung bzw. der Weigerung sich zu assimilieren und von den fundamentalen Problemen des fanatischen religiösen Fundamentalismus. Das Stück endet in der Gegenwart, in New York.“

## Artwork
Das Cover des Albums ziert ein großer Judenstern auf Hintergrund aus gebrochenem Glas. Das Booklet beinhaltet unter anderem das Foto eines vor Hunger sterbenden Juden. Zorn wurde deswegen ein oberflächlicher und aufs Schockieren abzielender Umgang mit dem Holocaust vorgeworfen. Gleichwohl war diese Art von provokativer Cover-Gestaltung bereits für frühere Zorn-Veröffentlichung typisch, insbesondere bei Naked City und Painkiller.

## Rezeption
Das Album erhielt 4,5 von 5 Sternen von Allmusic; die Rezensentin betonte die kraftvolle Verarbeitung der historischen Ereignisse sowie eine hohe musikalische Qualität durch die Beteiligung sehr guter Musiker. In einem Artikel in der New York Times warf Adam Shatz Kristallnacht und anderen jüdisch-inspirierten Werken von Zorn das Betonen des „jüdischen Opfertums“. In einer Rezension bei Consequences of Sound bezeichnete der Autor Kristallnacht als „one of his greatest accomplishments, a perfect fusion of art and history, emotion and memory“.

## Titelliste
1. Shtetl (Ghetto Life) (5:51)
2. Never Again (11:41)
3. Gahelet (Embers) (3:25)
4. Tikkun (Rectification) (3:02)
5. Tzfia (Looking Ahead) (8:46)
6. Barzel (Iron Fist) (2:01)
7. Gariin (Nucleus – The New Settlement) (7:58)

## Besetzung
- Anthony Coleman – Keyboards
- Mark Dresser – Kontrabass
- Mark Feldman – Violine
- Marc Ribot – Gitarre
- William Winant – Perkussion
- John Zorn – Waveform Oscillator

Gastauftritte
- David Krakauer – Klarinetten (1, 5)
- Frank London – Trompete (1, 5)